# Kūsō no sora tobu kikaitachi
Kūsō no sora tobu kikaitachi (空想の空飛ぶ機械達, litt. « Machines volantes imaginaires »), est un court métrage d'animation japonais de 2002 produit par le Studio Ghibli pour leur utilisation quasi exclusive au Musée Ghibli.
Le court métrage est diffusé pour la première fois en 2002 au musée Ghibli avant d'être diffusé en 2007 par la Japan Airlines.

## Synopsis
Un narrateur, un cochon humanoïde, rappelant Marco, le personnage principal de Porco Rosso, reprend le rêve humain de construire une machine capable de voler. Pour ce faire, il présente alors différentes machines volantes, issues de l'imaginaire du XIXe siècle, à l'instar des dirigeables et des ballons. C'est Hayao Miyazaki qui fait la voix du narrateur.

## Fiche technique
Sauf indication contraire, les informations mentionnées dans cette section peuvent être confirmées par la base de données cinématographiques IMDb,  présente dans la section « Liens externes ».
- Titre original : 空想の空飛ぶ機械達 (Kūsō no sora tobu kikaitachi?)
- Réalisation et scénario : Hayao Miyazaki
- Musique : Joe Hisaishi
- Direction artistique : Yōji Takeshige (ja)[3]
- Direction d'animation : Hiromasa Yonebayashi[3]
- Directeur de la photographie : Atsushi Okui[3]
- Producteur : Toshio Suzuki[3]
- Sociétés de production : Studio Ghibli, en coopération avec Mamma Aiuto Co., Ltd.
- Studio de réalisation : Studio Ghibli
- Société de distribution : Studio Ghibli
- Durée : 6 minutes
- Dates de sortie :
  - Japon : 2 octobre 2002[3]

## Distribution
Sauf indication contraire, les informations mentionnées dans cette section peuvent être confirmées par la base de données cinématographiques IMDb,  présente dans la section « Liens externes ».
- Narrateur : Hayao Miyazaki (voix)

## Conception

### Histoire
Créé dans le cadre de l'exposition temporaire, Laputa, le château dans le ciel et les machines de science-fiction imaginaires qui a eu lieu en 2002 au sein du musée Ghibli, le film est le premier court métrage de cette exposition. Le film a ensuite été diffusé par la Japan Airlines, dans leur système de divertissement en vol, au sein d'une campagne publicitaire, en association avec le studio Ghibli, à l'été 2007.

### Univers
L'univers du court métrage est un univers s'inscrivant dans une forme de rétrofuturisme, avec un style graphique oscillant entre bande dessinée et l'univers du long métrage d'animation Le Château dans le ciel, le design des machines volantes s'inspire principalement de l'imagination des artistes européens du XIXe siècle à propos des machines volantes. Albert Robida, un dessinateur français, ayant imaginé et conceptualisé plusieurs machines volantes, est l'une des principales sources d'inspiration de l'univers de ce court métrage, et des machines qui y sont représentées. Les œuvres de Robida avaient déjà servie d'inspiration à Miyazaki pour la conception du château ambulant, dans le long-métrage éponyme.